# Cosmochthonioidea
Cosmochthonioidea (лат.) — надсемейство панцирных клещей (Oribatida).

## Описание
Мелкие панцирные клещи, длиной менее 1 мм (обычно 0,2—0,4 мм). Тело светлое, желтое или белое (серое или чёрное у Sphaerochthoniidae), слабо хитинизированное, с длинными и частично измененными волосками. Нотогастр с 2-4 бороздами, поэтому подразделяется на 3, 4 или 5 щитков. Волоски e и f, берущие начало в этих бороздах, удлиненно-листовидные или сливовидные, подвижные. Продорсальные волоски перистые или реснитчатые, иногда листовидные; все остальные нотогастральные волоски короче, в основном игловидные, реснитчатые, перистые или листовидные, но никогда не зонтиковидно расширяющиеся.

## Классификация
В надсемейство включают 4 семейства, а всю группу — в инфраотряд Enarthronota (которую иногда рассматривают в ранге надкогорты).
Иногда Cosmochthonioidea объединяют с надсемейством Protoplophoroidea Ewing, 1917, добавляя семейство Protoplophoridae, 9 родов, около 50 видов). Семейство Heterochthoniidae Grandjean, 1954 (3 рода, 6 видов) рассматривают или в Protoplophoroidea или в Heterochthonioidea).
- Семейство Cosmochthoniidae Grandjean, 1947 (6 родов, ~50 видов)
- Семейство Haplochthoniidae van der Hammen, 1959 (3 рода, ~15 видов)
- Семейство Pediculochelidae Lavoipierre, 1946 (1 род, ~15 видов)
- Семейство Sphaerochthoniidae Grandjean, 1947 (2 рода, ~20 видов)